# Trent Tucker
Kelvin Trent Tucker (Tarboro, Carolina del Norte, 20 de diciembre de 1959) es un exjugador de baloncesto estadounidense que disputó 11 temporadas en la NBA. Con 1,96 metros de altura jugaba en la posición de Base. Es recordado por ser el causante de la denominada regla Trent Tucker, por la cual no se pueden realizar lanzamientos a canasta cuando queden menos de 3 décimas en el reloj de juego.

## Trayectoria deportiva

### Universidad
Jugó durante 4 temporadas con los Golden Gophers de la Universidad de Minnesota, con los que ganó en su último año como universitario el título de la Big Ten Conference. En el total de su carrera promedió 12,6 puntos, 3,4 rebotes y 1,9 asistencias por partido.

### Profesional
Fue seleccionado en la sexta posición del Draft de la NBA de 1982 por los New York Knicks, donde desde el primer momento se mostró como un consumado especialista en el lanzamiento de tres puntos. Jugó habitualmente como sexto hombre, especializándose cada vez más en el lanzamiento de larga distancia. En 1986 se presentó al primer concurso de triples dentro del All-Star de ese año, llegando a las semifinales, donde cayó ante Craig Hodges, que posteriormente perdería la final ante Larry Bird.
Jugó con los Knicks durante 9 temporadas, acabando en cuatro de ellas entre los cinco mejores porcentajes de triples de la liga. En la temporada 1991-92 ficha por San Antonio Spurs, y un año después por los Chicago Bulls de Michael Jordan que buscaban un especialista veterano como él. No defraudó en la que iba a ser su última temporada copmo profesional, promediando 5,2 puntos y un 40,9% en tiros de tres, ayudando a su equipo a lograr el que sería su único anillo de campeón de la NBA.
En el total de su trayectoria profesional promedió 8,3 puntos, 2,0 rebotes y 2,0 asistencias, además de un 40,9% en triples, que le colocan en el puesto 15 de mejores triplistas de la historia.

#### Laregla Trent Tucker
El 15 de enero de 1990, cuando jugaba en los Knicks, en un partido contra Chicago Bulls, recibió un balón cuando en el marcador quedaba únicamente una décima de segundo. Lanzó de tres puntos y anotó, dando así la victoria a su equipo, a pesar de la reclamación del equipo contrario. A partir de ese momento la NBA modificó la regla, no permitiendo ninguna canasta válida en un lanzamiento que se produzca después de que falten 3 décimas de segundo en el reloj oficial.

## Estadísticas de su carrera en la NBA
|  | Denota temporadas en las que fue Campeón de la NBA |

### Temporada regular
| Año     | Equipo      | PJ  | PT  | MPP  | %TC  | %3P  | %TL  | RPP | APP | ROB | TPP | PPP  |
| ------- | ----------- | --- | --- | ---- | ---- | ---- | ---- | --- | --- | --- | --- | ---- |
| 1982-83 | New York    | 78  | 59  | 23.5 | .462 | .467 | .672 | 2.8 | 2.5 | .7  | .1  | 8.4  |
| 1983-84 | New York    | 63  | 21  | 19.5 | .500 | .375 | .758 | 2.1 | 2.2 | 1.0 | .1  | 7.6  |
| 1984-85 | New York    | 77  | 46  | 23.6 | .483 | .403 | .792 | 2.4 | 2.6 | 1.0 | .2  | 8.5  |
| 1985-86 | New York    | 77  | 23  | 23.2 | .472 | .451 | .790 | 2.2 | 2.5 | .8  | .1  | 10.6 |
| 1986-87 | New York    | 70  | 15  | 24.2 | .470 | .422 | .762 | 1.9 | 2.4 | 1.7 | .2  | 11.4 |
| 1987-88 | New York    | 71  | 4   | 17.6 | .424 | .413 | .718 | 1.7 | 1.6 | .7  | .1  | 7.1  |
| 1988-89 | New York    | 81  | 24  | 22.5 | .454 | .399 | .782 | 2.2 | 1.6 | 1.1 | .1  | 8.5  |
| 1989-90 | New York    | 81  | 2   | 21.3 | .417 | .388 | .767 | 2.1 | 2.1 | .9  | .1  | 8.2  |
| 1990-91 | New York    | 65  | 13  | 18.4 | .440 | .418 | .630 | 1.6 | 1.7 | .7  | .1  | 7.1  |
| 1991-92 | San Antonio | 24  | 0   | 17.3 | .465 | .396 | .800 | 1.5 | 1.1 | .9  | .1  | 6.5  |
| 1992-93 | Chicago     | 69  | 0   | 13.2 | .485 | .397 | .818 | 1.0 | 1.2 | .3  | .1  | 5.2  |
| Total   | Total       | 756 | 207 | 20.7 | .461 | .408 | .754 | 2.0 | 2.0 | .9  | .1  | 8.2  |

### Playoffs
| Año   | Equipo      | PJ | PT | MPP  | %TC  | %3P  | %TL   | RPP | APP | ROB | TPP | PPP |
| ----- | ----------- | -- | -- | ---- | ---- | ---- | ----- | --- | --- | --- | --- | --- |
| 1983  | New York    | 6  | —  | 14.2 | .600 | .500 | .700  | 1.5 | .8  | .3  | .0  | 4.3 |
| 1984  | New York    | 12 | —  | 21.2 | .500 | .200 | .600  | 1.5 | 2.3 | .9  | .3  | 7.6 |
| 1988  | New York    | 4  | 0  | 17.8 | .421 | .462 | .750  | .5  | 1.0 | .8  | .0  | 6.3 |
| 1989  | New York    | 9  | 0  | 17.7 | .466 | .469 | .500  | 2.1 | 1.6 | 1.1 | .2  | 7.9 |
| 1990  | New York    | 10 | 0  | 17.8 | .400 | .370 | 1.000 | 1.4 | 2.0 | 1.0 | .0  | 4.7 |
| 1991  | New York    | 3  | 2  | 22.0 | .360 | .400 | 1.000 | 4.0 | 3.0 | .3  | .0  | 8.0 |
| 1992  | San Antonio | 3  | 0  | 12.7 | .429 | .200 | 1.000 | 1.0 | .7  | .0  | .0  | 4.7 |
| 1993  | Chicago     | 19 | 0  | 10.9 | .413 | .462 | .500  | .9  | 1.0 | .4  | .0  | 2.8 |
| Total | Total       | 66 | 2  | 16.0 | .449 | .417 | .698  | 1.4 | 1.5 | .7  | .1  | 5.5 |